# Phyllanthus
Phyllanthus ist eine Pflanzengattung in der Familie der Phyllanthaceae. Die 750 bis 900 Phyllanthus-Arten kommen hauptsächlich in den Tropen und Subtropen vor, nur wenige Arten gedeihen in Gemäßigten Zonen.

## Beschreibung

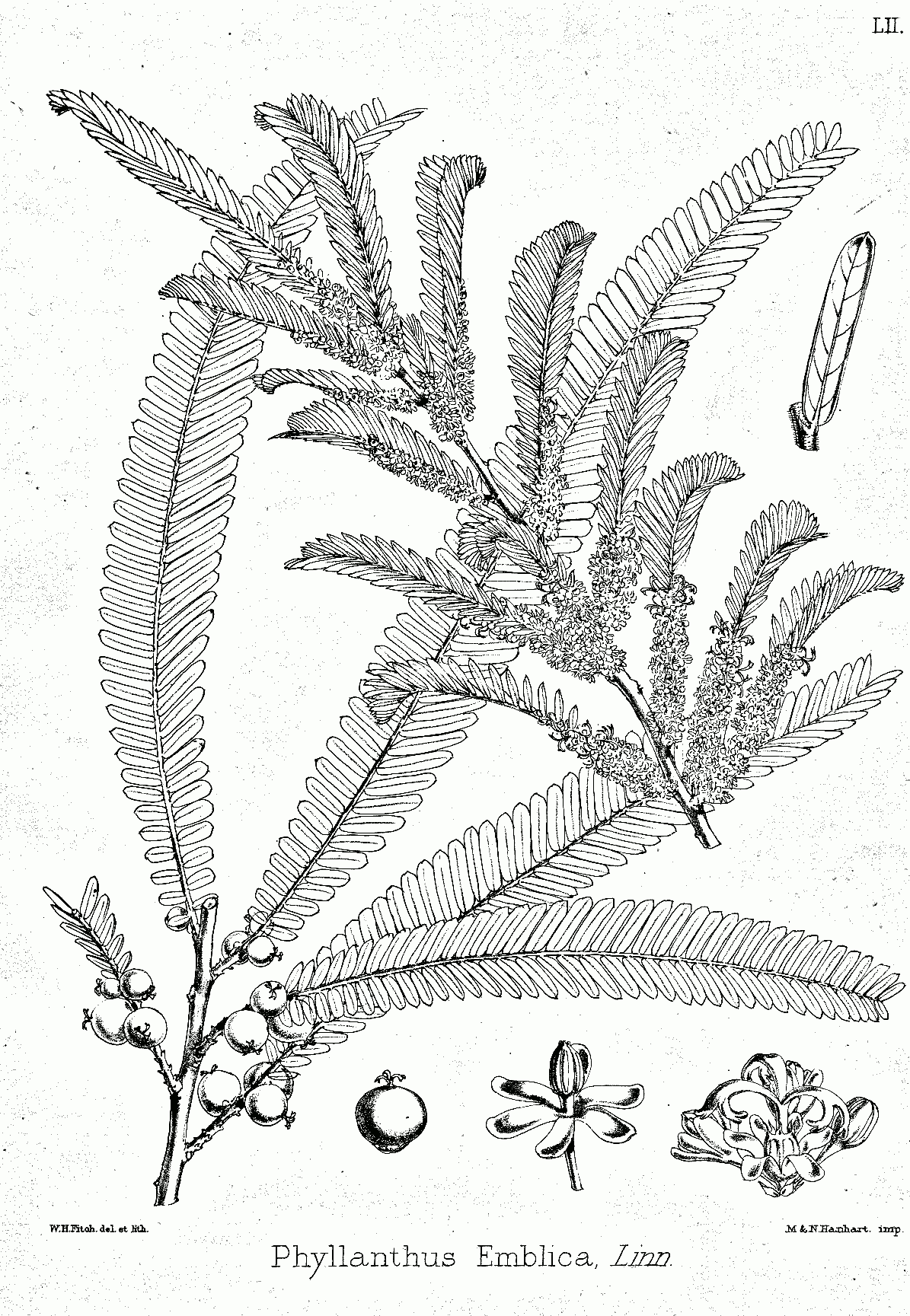
Illustration des Amlabaumes (Phyllanthus emblica)

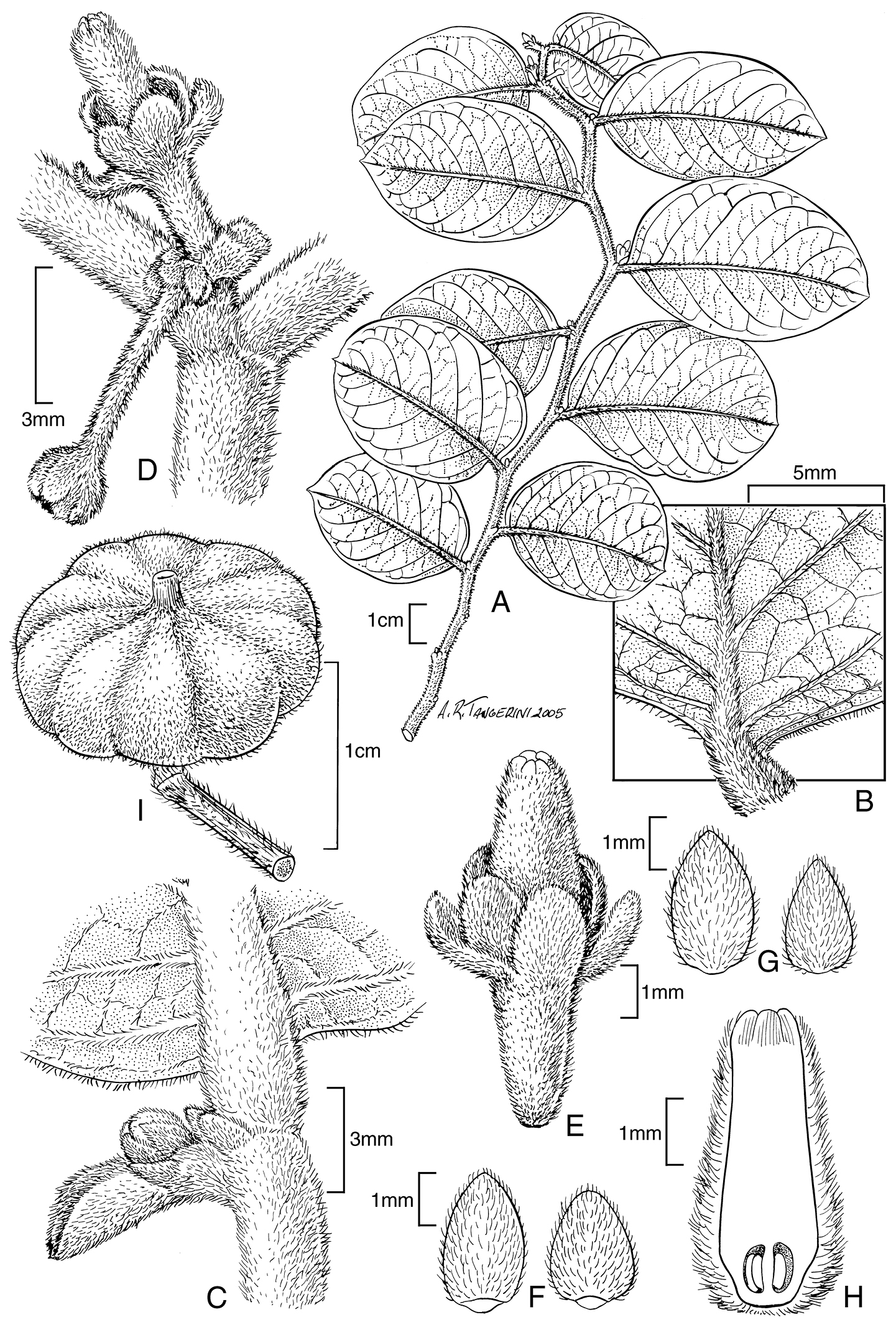
Illustration von Phyllanthus hivaoaense: Zweig (A), Blattunterseite (B), Blattachsel mit Nebenblättern (C), weibliche Blüten (D), Details der weibliche Blüte (E), Kelchlappen (F–G), Längsansicht der weibliche Blüte (H), Kapselfrucht (I) – aus David H. Lorence, Warren L. Wagner, 2011

### Erscheinungsbild und Blätter
Phyllanthus-Arten wachsen als krautige Pflanzen, Sträucher oder Bäume. Die meisten Phyllanthus-Arten wachsen terrestrisch, aber Phyllanthus fluitans sowie Phyllanthus leonardianus sind echte Wasserpflanzen.
Die Laubblätter sind spiralig oder zweireihig angeordnet, dabei sind sie oft an den Zweigen so angeordnet, dass der Eindruck von Fiederblättern entsteht; manchmal sind die Laubblätter an den Enden der Zweige konzentriert. Die Laubblätter sind kurz gestielt. Die Blattspreite ist einfach, ganzrandig und fiedernervig. Die Blattflächen können behaart sein; die Haare (Trichome) sind meist einfach oder selten verzweigt. Bei vielen Arten sind die Blätter schuppenartig reduziert und dann sind die Zweige zu Phyllokladien umgebildet und übernehmen die Photosynthese. Die kleinen Nebenblätter können haltbar oder hinfällig sein.

### Blütenstände und Blüten
Phyllanthus-Arten sind meist einhäusig (monözisch), oder weniger oft zweihäusig (diözisch) getrenntgeschlechtig. Die Blüten stehen seitenständigen, manchmal in blattlosen Nodien, einzeln oder in bündeligen, knäueligen, zymösen, traubigen oder rispigen Blütenständen zusammen. Die Blütenstandsschäfte sind zierlich. Die Blüten oder Blütenstände können direkt an den Phyllokladien sitzen (beispielsweise Phyllanthus angustifolius, Phyllanthus arbuscula, siehe Fotos).
Die kleinen Blüten sind immer eingeschlechtig. Es sind selten nur zwei, meist drei bis sechs, in weiblichen Blüten manchmal mehr freie Kelchblätter in ein oder zwei Kreisen vorhanden; ihr Rand kann glatt, gezähnt oder gefranst sein. Die drei bis sechs Nektardrüsen sind in männlichen Blüten meist frei, in weiblichen Blüten sind sie frei oder zu einem den Fruchtknoten umgebenden, ring- oder urnenförmigen Diskus verwachsen. Die männlichen Blüten enthalten keine Kronblätter und sie besitzen zwei bis sechs Staubblätter, deren Staubfäden frei oder verwachsen sein können. Bei den weiblichen Blüten sind meist drei, selten bis zu zwölf Fruchtblätter zu einem meist drei-, selten bis zu zwölfkammerigen, oberständigen Fruchtknoten verwachsen, der meist glatt, seltener etwas rau oder behaart ist. Je Fruchtknotenkammer sind zwei Samenanlagen vorhanden. Die meist drei, selten bis zu zwölf aufrechten, ausgebreiteten oder zurückgebogenen Griffel sind an ihrem Ende selten einfach, meist zweilappig oder zweiteilig.

### Früchte und Samen
Es werden meist mehr oder weniger kugelige Kapselfrüchte mit glatter oder warziger Oberfläche gebildet, die bei Reife in drei zweifächerige Teilfrüchte zerfallen. Selten werden fleischige Beeren oder Steinfrüchte gebildet. Die großen, dreikantigen Samen besitzen eine trocken krustenartige Samenschale mit glatter, skulptierter oder gestreifter Oberfläche und enthalten weißliches, knorpeliges Endosperm sowie einen geraden oder leicht gekrümmten Embryo.

### Chromosomenzahl
Die Chromosomengrundzahl beträgt x = 13.

## Systematik und Verbreitung
Die Gattung Phyllanthus wurde 1753 durch Carl von Linné in Species Plantarum, 2, S. 981–982 aufgestellt. Der Gattungsname Phyllanthus setzt sich zusammen aus den griechischen Wörtern phyllon für „Blatt“ und anthos für „Blüte“, dies bezieht sich auf die bei manchen Phyllanthus-Arten auf den Phyllokladien stehenden Blüten. Als Lectotypusart wurde 1913 Phyllanthus niruri L. durch John Kunkel Small in Nathaniel Lord Britton und Addison Brown: An Illustrated Flora of the Northern United States, 2. Auflage, 2, S. 453 festgelegt.
Synonyme für Phyllanthus L. sind: Anisonema A.Juss., Aporosella Chodat, Arachnodes Gagnep., Ardinghalia Comm. ex Juss., Asterandra Klotzsch, Cathetus Lour., Ceramanthus Hassk., Chorisandra Wight, Cicca L., Clambus Miers, Conami Aubl., Dendrophyllanthus S.Moore, Dicholactina Hance, Dimorphocladium Britton, Emblica Gaertn., Epistylium Sw., Eriococcus Hassk., Fluggeopsis K.Schum., Geminaria Raf., Genesiphylla L’Hér., Hemicicca Baill., Hemiglochidion (Müll. Arg.) K.Schum., Hexadena Raf., Hexaspermum Domin, Kirganelia Juss., Leichhardtia F.Muell., Lomanthes Raf., Maborea Aubl., Macraea Wight, Menarda Comm. ex Juss., Mirobalanus Burm. nom. inval., Moeroris Raf., Nellica Raf., Niruri Adans., Nymania K.Schum., Nymphanthus Lour., Orbicularia Baill., Oxalistylis Baill., Phyllanthodendron Hemsl., Ramsdenia Britton, Reidia Wight, Reverchonia A.Gray, Rhopium Schreb., Roigia Britton, Scepasma Blume, Staurothylax Griff., Synexemia Raf., Tricarium Lour., Uranthera Pax & K.Hoffm., Urinaria Medik., Williamia Baill., Xylophylla L. Seit David H. Lorence, Warren L. Wagner 2011 gehören die Arten der Gattung Glochidion J.R.Forst. & G.Forst. (Syn.: Agyneia L., Bradleia Cav. orth. var., Bradleja Banks ex Gaertn., Coccoglochidion K.Schum., Diasperus Kuntze, Episteira Raf., Glochidionopsis Blume, Glochisandra Wight, Gynoon Juss., Lobocarpus Wight & Arn., Pseudoglochidion Gamble, Tetraglochidion K.Schum., Zarcoa Llanos) wieder zu Phyllanthus.
Die Gattung Phyllanthus gehört zur Subtribus Flueggeinae aus der Tribus Phyllantheae innerhalb der Familie Phyllanthaceae. Diese Familie war früher als Unterfamilie Phyllanthoideae in die Familie der Wolfsmilchgewächse (Euphorbiaceae) eingegliedert.
Die Gattung Phyllanthus besitzt ein sehr weites Verbreitungsgebiet auf der Welt. Sie kommt hauptsächlich in den Tropen und Subtropen vor, nur wenige Arten gedeihen in Gemäßigten Gebieten. Auf Madagaskar kommen 57 Arten vor, 50 davon nur dort. In China kommen etwa 37 Arten vor, davon 13 nur dort. Auf Jamaika und Neukaledonien kommen jeweils einige Arten vor, diese Inselarten sind mehr oder weniger stark gefährdet.
| Es gibt 750 bis 900 Phyllanthus-Arten: - Phyllanthus abditus G.L.Webster - Phyllanthus abnormis Baill. - Phyllanthus acacioides Urb. - Stachelbeerbaum (Phyllanthus acidus (L.) Skeels): Die ursprüngliche Heimat ist nicht bekannt, sie wird in Südamerika vermutet. Er wird in vielen Gebieten angebaut. Seine essbare Frucht heißt Grosella. - Phyllanthus acinacifolius Airy Shaw & G.L.Webster - Phyllanthus actephilifolius J.J.Sm. - Phyllanthus acuminatus Vahl - Phyllanthus acutifolius Poir. ex Spreng. - Phyllanthus acutissimus Miq. - Phyllanthus adenodiscus Müll.Arg. - Phyllanthus adianthoides Klotzsch - Phyllanthus aeneus Baill.: Sie kommt in Neukaledonien vor und in vielen unterschiedlichen Habitaten auf ultrabasischen Böden. Einige Varietäten kommen nur in kleinen Gebieten vor. In der roten Liste der gefährdeten Arten der IUCN wird sie als „Least Concern“ = „nicht gefährdet“ eingestuft. - Phyllanthus affinis Müll.Arg. - Phyllanthus ajmerianus L.B.Chaudhary & R.R.Rao - Phyllanthus albidiscus (Ridl.) Airy Shaw - Phyllanthus albizzioides (Kurz) Hook. f. - Phyllanthus albus (Blanco) Müll.Arg. - Phyllanthus allemii G.L.Webster - Phyllanthus almadensis Müll.Arg. - Phyllanthus alpestris Beille - Bittere Blattblüte (Phyllanthus amarus Schumach. & Thonn.): Es handelt sich um eine pantropische invasive Pflanze, deren ursprüngliche Heimat wohl in der Neuen Welt liegt. Sie gedeiht als ein- bis zweijährige, selten ausdauernde krautige Pflanze. - Phyllanthus ambatovolanus Leandri: Sie kommt in Madagaskar nur in den Provinzen Toamasina und Toliara vor. - Phyllanthus amentuliger Müll.Arg. (Syn.: Diasperus amentuliger (Müll. Arg.) Kuntze, Glochidion amentuligerum (Müll. Arg.) Croizat): Dieser Endemit auf Fidschi kommt nur auf Vanua Levu und dem östlichen Viti Levu in Höhenlagen von 100 bis 400 Metern vor. - Phyllanthus amicorum G.L.Webster: Dieser Endemit der Insel ʻEua, zu der Inselgruppe Tongatapu im Königreich Tonga gehört, gedeiht nur am Waldrand und auf exponierten Felsen auf dem Liku-Plateau in Höhenlagen von etwa 300 Metern. - Phyllanthus amieuensis Guillaumin - Phyllanthus amnicola G.L.Webster - Phyllanthus ampandrandavae Leandri: Sie kommt in Madagaskar nur in der Provinz Toliara vor. - Phyllanthus anabaptizatus Müll.Arg. - Phyllanthus analamerae Leandri: Sie kommt in Madagaskar nur in den Provinzen Antsiranana und Mahajanga vor. - Phyllanthus anamalayanus (Gamble) G.L.Webster - Phyllanthus andalangiensis Leandri - Phyllanthus andamanicobaricus Chakrab. & N.P.Balakr. - Phyllanthus andamanicus N.P.Balakr. & N.G.Nair - Phyllanthus anderssonii Müll.Arg. - Phyllanthus andranovatensis Jean F.Brunel & J.P.Roux: Sie kommt in Madagaskar nur in der Provinz Toliara vor. - Phyllanthus angkorensis Beille - Phyllanthus anfractuosus (Gibbs) W.L.Wagner & Lorence (Syn.: Glochidion anfractuosum Gibbs): Dieser Endemit auf Fidschi kommt nur auf Viti Levu und Ovalau in Höhenlagen von 100 bis 1075 Metern vor. - Phyllanthus angolensis Müll.Arg. - Phyllanthus angustatus Hutch. - Phyllanthus angustifolius (Sw.) Sw. - Phyllanthus angustissimus Müll.Arg. - Phyllanthus anisolobus Müll.Arg. - Phyllanthus anisophyllioides Merr. - Phyllanthus ankarana Leandri - Phyllanthus ankaratrae (Leandri) Petra Hoffm. & McPherson: Sie kommt in Madagaskar nur in der Provinz Fianarantsoa vor. - Phyllanthus anthopotamicus Hand.-Mazz. - Phyllanthus aoraiensis Nadeaud: Sie wurde nur auf Tahiti in Höhenlagen von etwa 1000 Metern auf einem Bergrücken gefunden und das letzte Mal 1857 gesammelt; sie ist vermutlich ausgestorben. - Phyllanthus aoupinieensis M.Schmid - Phyllanthus aphanostylus Airy Shaw & G.L.Webster - Phyllanthus apiculatus Merr. - Phyllanthus arachnodes Govaerts & Radcl.-Sm. - Phyllanthus arbuscula (Sw.) J.F.Gmel.: Es ist auf Jamaika ein Endemit in der westlichen Blue Mountains auf Kalkstein. Ihre Population beschränkt sich auf ein kleines Gebiet nördlich des „Grand Ridge“ an den Quellen des Mabess River. In der roten Liste der gefährdeten Arten der IUCN wird sie als „Lower Risk/near threatened“ = „gering gefährdet“ eingestuft. - Phyllanthus archboldianus Airy Shaw & G.L.Webster - Phyllanthus ardisianthus Airy Shaw & G.L.Webster - Phyllanthus arenarius Beille: Sie kommt in Vietnam und in den chinesischen Provinzen Guangdong, Hainan und südwestlichen Yunnan vor. - Phyllanthus arenicola Casar. - Phyllanthus argyi H.Lév. - Phyllanthus aridus Benth. - Phyllanthus armstrongii Benth. - Phyllanthus arnhemicus S.Moore - Phyllanthus artensis M.Schmid - Phyllanthus arvensis Müll.Arg. - Phyllanthus aspersus Jean F.Brunel & J.P.Roux - Phyllanthus asperulatus Hutch. - Phyllanthus atabapoensis Jabl. - Phyllanthus atalaiensis G.L.Webster - Phyllanthus atalotrichus (A.C.Sm.) W.L.Wagner & Lorence (Syn.: Glochidion atalotrichum A.C.Sm.): Dieser Endemit gedeiht in dichten Wäldern in Höhenlagen von 250 bis 800 Metern nur in der Provinz Namosi auf der Insel Viti Levu, die zu Fidschi gehört. - Phyllanthus atrovirens (A.C.Sm.) W.L.Wagner & Lorence (Syn.: Glochidion atrovirens A.C.Sm.): Dieser Endemit gedeiht in trockenen oder dichten Wäldern an der Küste und nur etwas landeinwärts in Höhenlagen von 50 bis 100 Metern nur im südlichen Teil der Insel Viti Levu, die zu Fidschi gehört. - Phyllanthus attenuatus Miq. - Phyllanthus augustinii Baill. - Phyllanthus australis Hook. f. - Phyllanthus austroparensis Radcl.-Sm. - Phyllanthus avanguiensis M.Schmid - Phyllanthus avicularis Müll.Arg. - Phyllanthus awaensis G.L.Webster - Phyllanthus axillaris (Sw.) Müll.Arg.: Sie ist ein Endemit in Jamaika und ist nur von Trelawny bekannt. Das Habitat ist durch Holzeinschlag und Landwirtschaft gefährdet. In der roten Liste der gefährdeten Arten der IUCN wird sie als „Endangered“ = „stark gefährdet“ eingestuft. - Phyllanthus baeckeoides J.T.Hunter & J.J.Bruhl - Phyllanthus baeobotryoides Wall. ex Müll.Arg. - Phyllanthus bahiensis Müll.Arg. - Phyllanthus baillonianus Müll.Arg. - Phyllanthus baladensis Baill. - Phyllanthus balansae Beille - Phyllanthus balansaeanus Guillaumin - Phyllanthus balgooyi Petra Hoffm. & A.J.M.Baker - Phyllanthus bancilhonae Jean F.Brunel & J.P.Roux - Phyllanthus baraouaensis M.Schmid - Phyllanthus barbarae M.C.Johnst. - Phyllanthus bathianus Leandri: Sie kommt in Madagaskar nur in der Provinz Antananarivo vor. - Phyllanthus beddomei (Gamble) M.Mohanan - Phyllanthus benguelensis Müll.Arg. - Phyllanthus benguetensis C.B.Rob. - Phyllanthus bequaertii Robyns & Lawalrée - Phyllanthus bernardii Jabl. - Phyllanthus bernerianus Baill. ex Müll.Arg. (Syn.: Phyllanthus andalangiensis Leandri): Sie kommt in Madagaskar nur in den Provinzen Antsiranana und Toamasina vor. - Phyllanthus berteroanus Müll.Arg. - Phyllanthus betsileanus Leandri: Sie kommt in Madagaskar nur in den Provinzen Antananarivo und Fianarantsoa vor. Es gibt zwei Unterarten: - Phyllanthus betsileanus Leandri subsp. betsileanus - Phyllanthus betsileanus subsp. isalensis (Leandri) Ralim. & Petra Hoffm. (Syn.: Phyllanthus isalensis Leandri, Phyllanthus betsileanus var. isalensis (Leandri) Leandri) - Phyllanthus biantherifer Croizat - Phyllanthus bicolor Vis. - Phyllanthus biflorus Rusby - Phyllanthus billardierei (Baill.) Müll.Arg. - Phyllanthus binhii Thin - Phyllanthus birmanicus Müll.Arg. - Phyllanthus blanchetianus Müll.Arg. - Phyllanthus blancoanus Müll.Arg. - Phyllanthus bodinieri (H.Lév.) Rehder: Sie gedeiht in offenen Bergwäldern in Höhenlagen von 500 bis 1000 Metern in den chinesischen Provinzen südöstlichen Guangxi und südöstlichen Guizhou. - Phyllanthus boehmii Pax - Phyllanthus boguenensis M.Schmid - Phyllanthus bojerianus (Baill.) Müll.Arg.: Sie kommt in Madagaskar nur in den Provinzen Antananarivo, Fianarantsoa und Toamasina vor. - Phyllanthus bolivarensis Steyerm. - Phyllanthus bolivianus Pax & K.Hoffm. - Phyllanthus bonnardii Jean F.Brunel - Phyllanthus borenensis M.G.Gilbert - Phyllanthus borjaensis Jabl. - Phyllanthus botryanthus Müll.Arg. - Phyllanthus bourdillonii (Gamble) Chakrab. & N.P.Balakr. - Phyllanthus bourgeoisii Baill. - Phyllanthus brachyphyllus Urb. - Phyllanthus bracteatus (Gillespie) W.L.Wagner & Lorence (Syn.: Glochidion bracteatum Gillespie): Dieser Endemit gedeiht in offenen oder dichten Wäldern in Höhenlagen von 100 bis 430 Metern nur im östlichen Teil der Insel Viti Levu, die zu Fidschi gehört. - Phyllanthus brandegeei Millsp. - Phyllanthus brasiliensis (Aubl.) Poir. - Phyllanthus brassii C.T.White - Phyllanthus brevipes Hook. f. - Phyllanthus breynioides (P.T.Li) Govaerts & Radcl.-Sm. - Phyllanthus brynaertii Jean F.Brunel - Phyllanthus buchii Urb. - Phyllanthus bupleuroides Baill. - Phyllanthus burundiensis Jean F.Brunel - Phyllanthus buxifolius (Blume) Müll.Arg. - Phyllanthus buxoides Guillaumin - Phyllanthus cacuminum Müll.Arg. - Phyllanthus caesiifolius Petra Hoffm. & Cheek: Dieser Endemit ist nur aus dem westlichen Kamerun: Kupe-Muanenguba Division, aus den Bakossi Bergen bekannt. Keine der beiden etwa 15 km entfernten Standorte enthält mehr als 15 Exemplare. In der roten Liste der gefährdeten Arten der IUCN wird sie als „Critically Endangered“ = „vom Aussterben bedroht“ eingestuft. - Phyllanthus caesius Airy Shaw & G.L.Webster - Phyllanthus caespitosus Brenan - Phyllanthus calcicola M.Schmid - Phyllanthus calciphilus (Croizat) W.L.Wagner & Lorence - Phyllanthus caledonicus (Müll.Arg.) Müll.Arg. - Phyllanthus caligatus Jean F.Brunel & J.P.Roux - Phyllanthus callejasii G.L.Webster - Phyllanthus callidiscus Jean F.Brunel - Phyllanthus calocarpus (Kurz) Chakrab. & N.P.Balakr. - Phyllanthus calycinus Labill. - Phyllanthus camerunensis Jean F.Brunel - Phyllanthus candolleanus (Wight & Arn.) Chakrab. & N.P.Balakr. - Phyllanthus caparaoensis G.L.Webster - Phyllanthus caraculiensis Jean F.Brunel - Phyllanthus caribaeus Urb. - Phyllanthus carinatus Beille - Phyllanthus carlottae M.Schmid - Phyllanthus carnosulus Müll.Arg. - Phyllanthus caroliniensis Walter - Phyllanthus carpentariae Müll.Arg. - Phyllanthus carrenoi Steyerm. - Phyllanthus carunculatus Jean F.Brunel - Phyllanthus carvalhoi G.L.Webster - Phyllanthus casearioides S.Moore - Phyllanthus cassioides Rusby - Phyllanthus casticum P.Willemet (Syn.: Phyllanthus decipiens (Baill.) Müll.Arg., Phyllanthus mocquerysianus A.DC.): Sie kommt in Madagaskar, auf den Komoren und den Maskarenen vor. - Phyllanthus castus S.Moore - Phyllanthus caudatifolius Merr. - Phyllanthus caudatus Müll.Arg. - Phyllanthus cauliflorus (Sw.) Griseb.: Sie gedeiht in Jamaika auf Kalkstein. Es sind Populationen in Westmoreland und Hanover bekannt. In der roten Liste der gefährdeten Arten der IUCN wird sie als „Vulnerable“ = „gefährdet“ eingestuft. - Phyllanthus cauticola J.T.Hunter & J.J.Bruhl - Phyllanthus caymanensis G.L.Webster & Proctor - Phyllanthus cedrelifolius Verdc. - Phyllanthus celastroides Müll.Arg. - Phyllanthus celebicus Koord. - Phyllanthus ceratostemon Brenan - Phyllanthus chacoensis Morong - Phyllanthus chamaecerasus Baill. - Phyllanthus chamaecristoides Urb. - Phyllanthus chamaepeuce Ridl. - Phyllanthus chandrabosei Govaerts & Radcl.-Sm. - Phyllanthus chantrieri André - Phyllanthus chekiangensis Croizat & Metcalf: Sie gedeiht in offenen Bergwäldern und Gebüschen in Höhenlagen von 300 bis 800 Metern in den chinesischen Provinzen Anhui, Fujian, Guangdong, Guangxi, Hubei, Hunan, Jiangxi und Zhejiang. - Phyllanthus cherrieri M.Schmid - Phyllanthus chevalieri Beille - Phyllanthus chiapensis Sprague - Phyllanthus chimantae Jabl. - Phyllanthus choretroides Müll.Arg. - Phyllanthus christophersenii (Croizat) W.L.Wagner & Lorence - Phyllanthus chrysanthus Baill. - Phyllanthus chryseus Howard - Phyllanthus ciccoides Müll.Arg. - Phyllanthus ciliaris Baill. - Phyllanthus cinctus Urb. - Phyllanthus cinereus Müll.Arg. - Phyllanthus cladanthus Müll.Arg.: Sie gedeiht in Jamaika auf Kalkstein besonders an feuchten Standorten. Es ist ein schlanker Baum. In der roten Liste der gefährdeten Arten der IUCN wird sie als „Lower Risk/near threatened“ = „gering gefährdet“ eingestuft. - Phyllanthus cladotrichus Müll.Arg. - Phyllanthus clamboides (F.Muell.) Diels - Phyllanthus clarkei Hook. f.: Sie kommt in Indien, Pakistan, Myanmar, Thailand, China und Vietnam vor. - Phyllanthus claussenii Müll.Arg. - Phyllanthus cleistanthoides (Fosberg) W.L.Wagner & Lorence - Phyllanthus coalcomanensis Croizat - Phyllanthus coccineus (Buch.-Ham.) Müll.Arg. - Phyllanthus cochinchinensis Spreng.: Sie kommt in Indien, Kambodscha, Laos, China und Vietnam vor. - Phyllanthus cocumbiensis Jean F.Brunel - Phyllanthus collinsiae Craib - Phyllanthus ×collinum-misuku Radcl.-Sm. - Phyllanthus collinus Domin - Phyllanthus columnaris Müll.Arg. - Phyllanthus coluteoides Baill. ex Müll.Arg.: Sie kommt in Madagaskar nur in den Provinzen Antsiranana und Toliara vor. - Phyllanthus comitus (J.Florence) W.L.Wagner & Lorence - Phyllanthus comorensis Leandri - Phyllanthus comosus Urb. - Phyllanthus compressus Kunth - Phyllanthus comptonii S.Moore - Phyllanthus comptus G.L.Webster - Phyllanthus concolor (Müll.Arg.) Müll.Arg. - Phyllanthus confusus Brenan - Phyllanthus conjugatus M.Schmid: Die drei Varietäten sind Endemiten Neukaledoniens, dort kommen sie nur auf 12 km² vor. Die drei Varietäten sind auf jeweils ein sehr kleines Gebiet beschränkt. In der roten Liste der gefährdeten Arten der IUCN wird sie als „Endangered“ = „stark gefährdet“ eingestuft. - Phyllanthus consanguineus Müll.Arg. - Phyllanthus cordatulus C.B.Rob. - Phyllanthus cordatus (Seem. ex Müll.Arg.) Müll.Arg. - Phyllanthus coriaceus (Thwaites) Müll.Arg. - Phyllanthus cornutus Baill. - Phyllanthus coursii Leandri: Sie kommt in Madagaskar nur in der Provinz Toamasina vor. - Phyllanthus craibii Chakrab. & N.P.Balakr. - Phyllanthus crassinervius Radcl.-Sm. - Phyllanthus cristalensis Urb. - Phyllanthus cryptophilus (Comm. ex A.Juss.) Müll.Arg.: Sie kommt in Madagaskar nur in den Provinzen Fianarantsoa und Toliara vor. - Phyllanthus cuatrecasanus G.L.Webster - Phyllanthus cuneifolius (Britton) Croizat - Phyllanthus cunenensis JeanF.Brunel - Phyllanthus curranii C.B.Rob. - Phyllanthus cuscutiflorus S.Moore - Phyllanthus cuspidatus Müll.Arg. - Phyllanthus cyrtophylloides Müll.Arg. - Phyllanthus cyrtophyllus (Miq.) Müll.Arg. - Phyllanthus cyrtostylus (Miq.) Müll.Arg. - Phyllanthus daclacensis Thin - Phyllanthus dallachyanus Benth. - Phyllanthus daltonii Müll.Arg. - Phyllanthus dasystylus (Kurz) Chakrab. & N.P.Balakr. - Phyllanthus dawsonii Steyerm. - Phyllanthus dealbatus Alston - Phyllanthus debilis Klein ex Willd. - Phyllanthus deciduiramus Däniker - Phyllanthus dekindtianus Jean F.Brunel - Phyllanthus delagoensis Hutch. - Phyllanthus denticulatus Jean F.Brunel - Phyllanthus deplanchei Müll.Arg.: Sie wuchs früher entlang der Westküste Neukaledoniens. Heute sind die Standorte stark reduziert. In der roten Liste der gefährdeten Arten der IUCN wird sie als „Vulnerable“ = „gefährdet“ eingestuft. - Phyllanthus dewildeanus Jean F.Brunel - Phyllanthus dewildeorum M.G.Gilbert - Phyllanthus dictyophlebsis Radcl.-Sm. - Phyllanthus dictyospermus Müll.Arg. - Phyllanthus dimorphus Britton & P.Wilson - Phyllanthus dinklagei Pax - Phyllanthus dinteri Pax - Phyllanthus discolaciniatus Jean F.Brunel - Phyllanthus discolor Poepp. ex Spreng. - Phyllanthus distichus Hook. & Arn. - Phyllanthus dongmoensis Thin - Phyllanthus dorotheae M.Schmid - Phyllanthus dracunculoides Baill. - Phyllanthus duidae Gleason - Phyllanthus dumbeaensis M.Schmid - Phyllanthus dumetosus Poir. - Phyllanthus dumosus C.B.Rob. - Phyllanthus dunnianus (H.Lév.) Hand.-Mazz. ex Rehder - Phyllanthus dusenii Hutch. - Phyllanthus dzumacensis M.Schmid - Phyllanthus echinospermus C.Wright - Phyllanthus edmundoi L.J.M.Santiago - Phyllanthus effusus S.Moore - Phyllanthus ekmanii G.L.Webster - Phyllanthus elegans Wall. ex Müll.Arg. - Phyllanthus eliae (Jean F.Brunel & J.P.Roux) Jean F.Brunel - Phyllanthus elsiae Urb. - Phyllanthus emarginatus (J.W.Moore) W.L.Wagner & Lorence - Phyllanthus embergeri Haicour & Rossignol - Amlabaum, Myrobalanenbaum, Myrobalan, Indische Stachelbeere, Amalaki (Phyllanthus emblica L., Syn.: Cicca emblica (L.) Kurz, Diasperus emblica (L.) Kuntze, Dichelactina nodicaulis Hance, Emblica arborea Raf., Emblica officinalis Gaertn., Phyllanthus mairei H.Lév., Phyllanthus mimosifolius Salisb., Phyllanthus taxifolius D.Don): Er ist von Sri Lanka, Indien, Bhutan, Nepal, Myanmar, China, Kambodscha, Laos, Thailand, Malaysia, Indonesien bis zu den Philippinen beheimatet. In Südamerika wird er angebaut. Seine Frucht heißt Amla. - Phyllanthus engleri Pax - Phyllanthus epiphyllanthus L. - Phyllanthus epiphylliferens Jean F.Brunel - Phyllanthus ericoides Torr. - Phyllanthus erwinii J.T.Hunter & J.J.Bruhl - Phyllanthus erythrotrichus C.B.Rob. - Phyllanthus eurisladro Mart. ex Colla - Phyllanthus euryoides (A.C.Sm.) W.L.Wagner & Lorence - Phyllanthus eutaxioides S.Moore - Phyllanthus evanescens Brandegee - Phyllanthus everettii C.B.Rob. - Phyllanthus evrardii Beille - Phyllanthus excisus Urb. - Phyllanthus exilis S.Moore - Phyllanthus eximius G.L.Webster & Proctor: Sie gedeiht in Jamaika auf Kalkstein. In der roten Liste der gefährdeten Arten der IUCN wird sie als „Vulnerable“ = „gefährdet“ eingestuft. - Phyllanthus fadyenii Urb.: Sie kommt in Jamaika vor. Über diese Art ist wenig bekannt. In der roten Liste der gefährdeten Arten der IUCN wird sie als „Data Deficient“ = „keine ausreichenden Daten“ eingestuft. - Phyllanthus faguetii Baill.: Sie gedeiht in vielen Habitaten in Neukaledonien. In der roten Liste der gefährdeten Arten der IUCN wird sie als „Least Concern“ = „nicht gefährdet“ eingestuft. - Phyllanthus fallax Müll.Arg. - Phyllanthus fangchengensis P.T.Li: Dieser Endemit gedeiht in Tälern, entlang von kleinen Fließgewässern und in Gebüschen in Höhenlagen von 200 bis 400 Metern nur im südöstlichen Guangxi. - Phyllanthus fastigiatus Mart. ex Müll.Arg. - Phyllanthus favieri M.Schmid - Phyllanthus felicis Jean F.Brunel - Phyllanthus ferdinandii Müll.Arg. - Phyllanthus filicifolius Gage - Phyllanthus fimbriatitepalus Guillaumin - Phyllanthus fimbriatus (Wight) Müll.Arg. - Phyllanthus fimbricalyx P.T.Li: Dieser Endemit gedeiht in Tälern und offenen Wäldern in Höhenlagen von 1000 bis 1100 Metern nur im südwestlichen Yunnan. - Phyllanthus finschii K.Schum. - Phyllanthus fischeri Pax - Phyllanthus flagellaris Benth. - Phyllanthus flagelliformis Müll.Arg. - Phyllanthus flavidus (Kurz ex Teijsm. & Binn.) Müll.Arg. - Phyllanthus flaviflorus (K.Schum. & Lauterb.) Airy Shaw - Phyllanthus flexuosus (Siebold & Zucc.) Müll.Arg.: Sie ist in weiten Teilen Chinas und in Japan verbreitet. - Phyllanthus florencei W.L.Wagner & Lorence - Phyllanthus fluitans Benth. ex Müll.Arg. - Phyllanthus fluminis-athi Radcl.-Sm. - Phyllanthus × fluminis-sabi Radcl.-Sm. - Phyllanthus fluminis-zambesi Radcl.-Sm. - Phyllanthus formosus Urb. - Phyllanthus forrestii W.W.Sm.: Sie gedeiht in Gebüschen in Höhenlagen von 300 bis 3300 Metern in den chinesischen Provinzen Guizhou, Hubei, Sichuan und Yunnan. - Phyllanthus fotii Jean F.Brunel - Phyllanthus fractiflexus M.Schmid - Phyllanthus fraguensis M.C.Johnst. - Phyllanthus franchetianus H.Lév.: Sie gedeiht in Gebüschen und offenen Wäldern in Höhenlagen von 400 bis 1000 Metern in den chinesischen Provinzen Guizhou, Sichuan und Yunnan. - Phyllanthus francii Guillaumin - Phyllanthus fraternus G.L.Webster: Es ist eine einjährige krautige Pflanze. Das natürliche Verbreitungsgebiet reicht von Pakistan, Kaschmir bis ins nordwestliche Indien. Beispielsweise auf der Arabischen Halbinsel, in Afrika und auf Karibischen Inseln wurde sie ein Neophyt. - Phyllanthus frazieri Radcl.-Sm. - Phyllanthus friesii Hutch. - Phyllanthus frodinii Airy Shaw - Phyllanthus fuernrohrii F.Muell. - Phyllanthus fuertesii Urb. - Phyllanthus fulvirameus (Miq.) Müll.Arg. - Phyllanthus fuscoluridus Müll.Arg.: Sie kommt auf Madagaskar in den Provinzen Antananarivo, Antsiranana, Fianarantsoa, Mahajanga und Toamasina vor. - Phyllanthus gabonensis Jean F.Brunel - Phyllanthus gageanus (Gamble) M.Mohanan - Phyllanthus gagnioevae Jean F.Brunel & J.P.Roux - Phyllanthus galeottianus Baill. - Phyllanthus gaudichaudii Müll.Arg. - Phyllanthus geayi Leandri ex Humbert - Phyllanthus geniculatostemon Jean F.Brunel - Phyllanthus gentryi G.L.Webster: Sie gedeiht in Regenwäldern an Hängen in Panama. Sie wurde in „Serranía de Pirre“ nahe der kolumbianischen Grenze gefunden es kann sein, dass sie auch in angrenzenden Gebieten in Kolumbien vorkommt. In der roten Liste der gefährdeten Arten der IUCN wird sie als „Endangered“ = „stark gefährdet“ eingestuft. - Phyllanthus geoffrayi Beille - Phyllanthus gigantifolius Vidal - Phyllanthus gillespiei (Croizat) W.L.Wagner & Lorence - Phyllanthus gillettianus Jean F.Brunel - Phyllanthus gjellerupi J.J.Sm. - Phyllanthus glabrescens (Miq.) Müll.Arg. - Phyllanthus gladiatus Müll.Arg. - Phyllanthus glaucinus (Miq.) Müll.Arg. - Phyllanthus glaucophyllus Sond. - Phyllanthus glaucus Wall. ex Müll.Arg. (wird auch zur Gattung Flueggea gestellt): Sie ist in Indien, Bhutan, Nepal und China verbreitet. - Phyllanthus glaziovii Müll.Arg. - Phyllanthus glochidioides Elmer - Phyllanthus glomerulatus (Miq.) Müll.Arg. - Phyllanthus gneissicus S.Moore - Phyllanthus goianensis L.J.M.Santiago - Phyllanthus golonensis M.Schmid - Phyllanthus gomphocarpus Hook. f. - Phyllanthus gongyloides Cordeiro & Carn.-Torres - Phyllanthus goniostemon Radcl.-Sm. - Phyllanthus gossweileri Hutch. - Phyllanthus goudotianus (Baill.) Müll.Arg.: Sie kommt in Madagaskar nur in der Provinz Toamasina vor. - Phyllanthus gracilentus Müll.Arg. - Phyllanthus gracilipes (Miq.) Müll.Arg.: Sie ist in Indonesien, Thailand, Vietnam und im westlichen Guangxi verbreitet. - Phyllanthus gradyi M.J.Silva & M.F.Sales - Phyllanthus graminicola Hutch. - Phyllanthus grandifolius L. - Phyllanthus graveolens Kunth - Phyllanthus greenei Elmer - Phyllanthus grantii (J.Florence) W.L.Wagner & Lorence - Phyllanthus grayanus Müll.Arg. - Phyllanthus guangdongensis P.T.Li: Dieser Endemit gedeiht in offenen Bergwäldern in Höhenlagen von 300 bis 500 Metern nur im südwestlichen und westlichen Guangdong. - Phyllanthus guanxiensis Govaerts & Radcl.-Sm. - Phyllanthus guillauminii Däniker - Phyllanthus gunnii Hook. f. - Phyllanthus gypsicola McVaugh - Phyllanthus hainanensis Merr.: Dieser Endemit gedeiht in Gebüschen und offenen Wäldern in Höhenlagen von 200 bis 400 Metern nur im südlichen Hainan. - Phyllanthus hakgalensis Thwaites ex Trimen - Phyllanthus harmandii Beille - Phyllanthus harrimanii G.L.Webster - Phyllanthus harrisii Radcl.-Sm. - Phyllanthus hasskarlianus Müll.Arg. - Phyllanthus helenae M.Schmid - Phyllanthus helferi Müll.Arg. - Phyllanthus heliotropus C.Wright ex Griseb. - Phyllanthus heteradenius Müll.Arg. - Phyllanthus heterodoxus Müll.Arg. - Phyllanthus heterophyllus E.Mey. ex Müll.Arg. - Phyllanthus heterotrichus Lundell - Phyllanthus hexadactylus McVaugh - Phyllanthus heyneanus Müll.Arg. - Phyllanthus hildebrandtii Pax - Phyllanthus hirtellus F.Muell. ex Müll.Arg. - Phyllanthus hivaoaensis (J.Florence) W.L.Wagner & Lorence: Es ist ein Endemit der Insel Hiva Oa, die zu den Marquesas gehört. - Phyllanthus hodjelensis Schweinf. - Phyllanthus hohenackeri Müll.Arg. - Phyllanthus holostylus Milne-Redh. - Phyllanthus hortensis Govaerts & Radcl.-Sm. - Phyllanthus hosokawae (Fosberg) W.L.Wagner & Lorence - Phyllanthus houailouensis M.Schmid - Phyllanthus huahineensis (J.Florence) W.L.Wagner & Lorence - Phyllanthus huallagensis Standl. ex Croizat - Phyllanthus humbertianus Leandri: Sie kommt in Madagaskar nur in der Provinz Toliara vor. - Phyllanthus humbertii (Leandri) Petra Hoffm. & McPherson: Sie kommt in Madagaskar nur in der Provinz Antsiranana vor. - Phyllanthus humpatanus Jean F.Brunel - Phyllanthus hutchinsonianus S.Moore - Phyllanthus hypoleucus Müll.Arg. - Phyllanthus hypospodius F.Muell. - Phyllanthus hyssopifolioides Kunth - Phyllanthus ibonensis Rusby - Phyllanthus imbricatus G.L.Webster - Phyllanthus incrustatus Urb. - Phyllanthus incurvus Thunb. - Phyllanthus indigoferoides Benth. - Phyllanthus indofischeri Bennet - Phyllanthus inflatus Hutch. - Phyllanthus insignis Müll.Arg. - Phyllanthus insulae-japen Airy Shaw - Phyllanthus insulanus (Müll.Arg.) Müll.Arg. - Phyllanthus insulensis Beille: Die Heimat ist Vietnam. - Phyllanthus inusitatus (A.C.Sm.) W.L.Wagner & Lorence: Die Heimat ist der Mount Ndelanathau auf der Fidschi-Insel Vanua Levu. - Phyllanthus involutus J.T.Hunter & J.J.Bruhl - Phyllanthus iratsiensis Leandri: Sie kommt in Madagaskar nur in der Provinz Fianarantsoa vor. - Phyllanthus irriguus Radcl.-Sm. - Phyllanthus isomonensis Leandri: Sie kommt in Madagaskar nur in der Provinz Toliara vor. - Phyllanthus itatiaiensis Brade - Phyllanthus ivohibeus Leandri: Sie kommt in Madagaskar nur in den Provinzen Antananarivo und Fianarantsoa vor. - Phyllanthus jablonskianus Steyerm. & Luteyn - Phyllanthus jaegeri Jean F.Brunel & J.P.Roux - Phyllanthus jaffrei M.Schmid - Phyllanthus jarawae (Chakrab. & N.P.Balakr.) Chakrab. & N.P.Balakr. - Phyllanthus jauaensis Jabl. - Phyllanthus jaubertii Vieill. ex Guillaumin - Phyllanthus juglandifolius Willd. - Phyllanthus junceus Müll.Arg. - Phyllanthus kaessneri Hutch. - Phyllanthus kampotensis Beille - Phyllanthus kanalensis Baill. - Phyllanthus kanehirae (Hosok.) W.L.Wagner & Lorence: Die Heimat ist die Karolinen-Insel Palau. - Phyllanthus karibibensis Jean F.Brunel - Phyllanthus karnaticus (Chakrab. & M.Gangop.) Chakrab. & N.P.Balakr. - Phyllanthus kelleanus Jean F.Brunel - Phyllanthus kerrii Airy Shaw - Phyllanthus kerstingii Jean F.Brunel - Phyllanthus keyensis Warb. - Phyllanthus khasicus Müll.Arg. - Phyllanthus kidna Challen & Petra Hoffm.: Die Heimat ist Kamerun. - Phyllanthus kinabaluicus Airy Shaw - Phyllanthus kivuensis Jean F.Brunel - Phyllanthus klotzschianus Müll.Arg. - Phyllanthus koghiensis Guillaumin - Phyllanthus koniamboensis M.Schmid - Phyllanthus korthalsii Müll.Arg. - Phyllanthus kostermansii Airy Shaw - Phyllanthus kouaouaensis M.Schmid - Phyllanthus koumacensis Guillaumin - Phyllanthus kozhikodianus Sivar. & Manilal (Syn.: Phyllanthus airy-shawii Jean F.Brunel & J.P.Roux) - Phyllanthus lacerosus Airy Shaw - Phyllanthus laciniatus C.B.Rob. - Phyllanthus lacunarius F.Muell. - Phyllanthus lacunellus Airy Shaw - Phyllanthus lamprophyllus Müll.Arg. - Phyllanthus lanceifolius Merr. - Phyllanthus lanceilimbus (Merr.) Merr. - Phyllanthus lanceolarius (Roxb.) Müll.Arg. - Phyllanthus lanceolatus Poir. - Phyllanthus lancisepalus (Merr.) Chakrab. & N.P.Balakr. - Phyllanthus lasiogynus Müll.Arg. - Phyllanthus latifolius (L.) Sw.: Sie kommt auf Jamaika in St. Andrew und St. Catherine auf Kalkstein vor. In der roten Liste der gefährdeten Arten der IUCN wird sie als „Lower Risk/near threatened“ = „gering gefährdet“ eingestuft. - Phyllanthus lativenius (Croizat) Govaerts & Radcl.-Sm. - Phyllanthus lawii J.Graham - Phyllanthus laxiflorus Benth. - Phyllanthus lebrunii Robyns & Lawalrée - Phyllanthus lediformis Jabl. - Phyllanthus leonardianus Lisowski, Malaisse & Symoens - Phyllanthus leptobotryosus Donn.Sm. - Phyllanthus leptocaulos Müll.Arg. - Phyllanthus leptoclados Benth.: Sie gedeiht in Gebüschen in Höhenlagen von 100 bis 600 Metern in den chinesischen Provinzen Fujian, Guangdong und Yunnan. - Phyllanthus leptoneurus Urb. - Phyllanthus leptophyllus Müll.Arg. - Phyllanthus leschenaultii Müll.Arg. - Phyllanthus letestui JeanF.Brunel - Phyllanthus letouzeyanus JeanF.Brunel - Phyllanthus leucanthus Pax - Phyllanthus leucocalyx Hutch. - Phyllanthus leucochlamys Radcl.-Sm. - Phyllanthus leucosepalus Jean F.Brunel - Phyllanthus leytensis Elmer - Phyllanthus lichenisilvae (Leandri ex Humbert) PetraHoffm. & McPherson: Sie kommt in Madagaskar nur in der Provinz Antsiranana vor. - Phyllanthus liebmannianus Müll.Arg. - Phyllanthus liesneri G.L.Webster - Phyllanthus ligustrifolius S.Moore - Phyllanthus lii Govaerts & Radcl.-Sm. - Phyllanthus limmuensis Cufod. - Phyllanthus lindbergii Müll.Arg. - Phyllanthus lindenianus Baill. - Phyllanthus lingulatus Beille - Phyllanthus littoralis (Blume) Müll.Arg. - Phyllanthus liukiuensis Matsum. ex Hayata - Phyllanthus loandensis Welw. ex Müll.Arg. - Phyllanthus lobocarpus Benth. - Phyllanthus lokohensis Leandri: Sie kommt in Madagaskar nur in den Provinzen Fianarantsoa und Toamasina vor. - Phyllanthus longfieldiae Ridl.: Sie kommt nur auf Rapa Iti in Französisch-Polynesien vor. - Phyllanthus longipedicellatus M.J.Silva - Phyllanthus longiramosus Guillaumin - Phyllanthus longistylus Jabl. - Phyllanthus loranthoides Baill. - Phyllanthus lucidus (Blume) Müll.Arg. - Phyllanthus luciliae M.Schmid - Phyllanthus lunifolius Gilbert & Thulin - Phyllanthus lutescens (Blume) Müll.Arg. - Phyllanthus macgregorii C.B.Rob. - Phyllanthus macphersonii M.Schmid - Phyllanthus macraei Müll.Arg. - Phyllanthus macranthus Pax - Phyllanthus macrocalyx Müll.Arg. - Phyllanthus macrochorion Baill. - Phyllanthus macrophyllus (Labill.) Müll.Arg. - Phyllanthus macrosepalus (Hosok.) W.L.Wagner & Lorence - Phyllanthus madagascariensis Müll.Arg. (Syn.: Phyllanthus tampinensis Leandri): Sie kommt in Madagaskar in den Provinzen Antsiranana, Fianarantsoa, Toamasina, und Toliara vor. - Phyllanthus madeirensis Croizat - Phyllanthus maderaspatensis L.: Sie ist weit verbreitet. Es gibt Fundortangaben für Hongkong, Pakistan, Sri Lanka, Indien, Indonesien, Südwestasien, Afrika, Madagaskar und Australien. Sie ist in trockenen Gebieten der Welt eine invasive Pflanze. - Phyllanthus maestrensis Urb. - Phyllanthus mafingensis Radcl.-Sm. - Phyllanthus magdemeanus Jean F.Brunel - Phyllanthus magnificens Jean F.Brunel & J.P.Roux - Phyllanthus maguirei Jabl. - Phyllanthus mahengeaensis Jean F.Brunel - Phyllanthus major Steyerm. - Phyllanthus makitae Jean F.Brunel - Phyllanthus maleolens Urb. & Ekman - Phyllanthus mananarensis Leandri: Sie kommt in Madagaskar nur in der Provinz Toliara vor. - Phyllanthus manausensis W.A.Rodrigues - Phyllanthus mandjeliaensis M.Schmid - Phyllanthus mangenotii M.Schmid - Phyllanthus manicaensis Jean F.Brunel ex Radcl.-Sm. - Phyllanthus mannianus Müll.Arg. - Phyllanthus manono (Baill. ex Müll.Arg.) Müll.Arg. - Phyllanthus marchionicus (F.Br.) W.L.Wagner & Lorence - Phyllanthus margaretae M.Schmid - Phyllanthus mariannensis W.L.Wagner & Lorence - Phyllanthus marianus Müll.Arg. - Phyllanthus maritimus J.J.Sm. - Phyllanthus marojejiensis (Leandri) Petra Hoffm. & McPherson: Sie kommt in Madagaskar nur in der Provinz Antsiranana vor. - Phyllanthus martii Müll.Arg. - Phyllanthus martinii Radcl.-Sm. - Phyllanthus matitanensis Leandri (Syn.: Phyllanthus albolapidosi Leandri, Phyllanthus mantsakariva Leandri): Sie kommt in Madagaskar in den Provinzen Antananarivo, Antsiranana und Toamasina vor. - Phyllanthus mckenziei Fosberg - Phyllanthus mcvaughii G.L.Webster - Phyllanthus megacarpus (Gamble) Kumari & Chandrab. - Phyllanthus megalanthus C.B.Rob. - Phyllanthus megapodus G.L.Webster - Phyllanthus meghalayensis Chakrab. & N.P.Balakr. - Phyllanthus melleri Müll.Arg.: Sie kommt in Madagaskar nur in der Provinz Antananarivo vor. - Phyllanthus melvilleorum (Airy Shaw) W.L.Wagner & Lorence - Phyllanthus memaoyaensis M.Schmid - Phyllanthus mendesii Jean F.Brunel - Phyllanthus mendoncae Jean F.Brunel - Phyllanthus meridensis G.L.Webster - Phyllanthus merinthopodus Diels - Phyllanthus meuieensis M.Schmid - Phyllanthus meyerianus Müll.Arg. - Phyllanthus mickelii McVaugh - Phyllanthus micranthus A.Rich. - Phyllanthus microcarpus (Benth.) Müll.Arg. - Phyllanthus microcladus Müll.Arg. - Phyllanthus microdendron Müll.Arg. - Phyllanthus microdictyus Urb. - Phyllanthus micromeris Radcl.-Sm. - Phyllanthus microphyllinus Müll.Arg. - Phyllanthus microphyllus Kunth - Phyllanthus mieschii JeanF.Brunel & J.P.Roux - Phyllanthus millei Standl. Sie ist nur von der Typusaufsammlung in der ecuadorianischen Provinz Manabí bekannt. In der roten Liste der gefährdeten Arten der IUCN wird sie als „Critically Endangered“ = „vom Aussterben bedroht“ eingestuft. - Phyllanthus mimicus G.L.Webster - Phyllanthus mimosoides Sw. - Phyllanthus minahassae Koord. - Phyllanthus minarum Standl. & Steyerm. - Phyllanthus mindorensis C.B.Rob. - Phyllanthus mindouliensis JeanF.Brunel - Phyllanthus minutifolius Jabl. - Phyllanthus minutulus Müll.Arg. - Phyllanthus mirabilis Müll.Arg. - Phyllanthus mirificus G.L.Webster - Phyllanthus mitchellii Benth. - Phyllanthus mittenianus Hutch. - Phyllanthus mkurirae JeanF.Brunel - Phyllanthus mocinoanus Baill. - Phyllanthus mocotensis G.L.Webster - Phyllanthus moeroensis De Wild. - Phyllanthus moi P.T.Li - Phyllanthus mollis (Blume) Müll.Arg. - Phyllanthus monroviae JeanF.Brunel - Phyllanthus montanus (Sw.) Sw.: Sie kommt auf Jamaika in auf Kalkstein vor. In der roten Liste der gefährdeten Arten der IUCN wird sie als „Lower Risk/near threatened“ = „gering gefährdet“ eingestuft. - Phyllanthus montis-fontium M.Schmid - Phyllanthus montrouzieri Guillaumin - Phyllanthus mooneyi M.G.Gilbert - Phyllanthus moonii (Thwaites) Müll.Arg. - Phyllanthus moorei M.Schmid - Phyllanthus moramangicus (Leandri) Leandri: Sie kommt in Madagaskar nur in der Provinz Toamasina vor. - Phyllanthus moratii M.Schmid - Phyllanthus mouensis M.Schmid - Phyllanthus mozambicensis Gand. - Phyllanthus muellerianus (Kuntze) Exell - Phyllanthus mukerjeeanus D.Mitra & Bennet - Phyllanthus multiflorus Poir.: Sie kommt in Madagaskar nur in der Provinz Mahajanga vor. - Phyllanthus multilobus (A.C.Sm.) W.L.Wagner & Lorence - Phyllanthus multilocularis (Roxb. ex Willd.) Müll.Arg. - Phyllanthus muriculatus J.J.Sm. - Phyllanthus muscosus Ridl. - Phyllanthus mutisianus G.L.Webster - Phyllanthus myrianthus Müll.Arg. - Phyllanthus myriophyllus Urb. - Phyllanthus myrsinites Kunth - Phyllanthus myrtaceus Sond. - Phyllanthus myrtifolius (Wight) Müll.Arg.: Sie ist nur in Sri Lanka beheimatet und wird in China und Taiwan für medizinische Zwecke angebaut. - Phyllanthus myrtilloides Griseb. - Phyllanthus nadeaudii (J.Florence) W.L.Wagner & Lorence - Phyllanthus nanellus P.T.Li: Dieser Endemit gedeiht in offenen Bergwäldern, entlang von kleinen Fließgewässern und in Gebüschen in Höhenlagen zwischen 300 und 400 Metern nur im südlichen Hainan. - Phyllanthus narayanswamii Gamble - Phyllanthus natoensis M.Schmid - Phyllanthus ndikinimekianus Jean F.Brunel - Phyllanthus neblinae Jabl. - Phyllanthus nemoralis (Thwaites) Müll.Arg. - Phyllanthus neoleonensis Croizat - Phyllanthus nhatrangensis Beille - Phyllanthus nigericus Brenan - Phyllanthus nigrescens (Blanco) Müll.Arg. - Phyllanthus niinamii Hayata - Phyllanthus ningaensis M.Schmid - Phyllanthus niruri L. - Phyllanthus niruroides Müll.Arg. (Syn.: Phyllanthus verdickii De Wild.) - Phyllanthus nitens M.Schmid - Phyllanthus nitidulus Müll.Arg. - Phyllanthus nothisii M.Schmid - Phyllanthus novae-hollandiae Müll.Arg. - Phyllanthus nozeranianus Jean F.Brunel & J.P.Roux - Phyllanthus nubigenus (Hook.f.) Chakrab. & N.P.Balakr. - Phyllanthus nummulariifolius Poir.: Sie kommt in Madagaskar in den Provinzen Antananarivo, Antsiranana, Fianarantsoa, Mahajanga und Toamasina vor. - Phyllanthus nummularioides Müll.Arg. - Phyllanthus nutans Sw. - Phyllanthus nyale Petra Hoffm. & Cheek: Dieser Endemit im südwestlichen Kamerun ist nur vom Nyale Rock, einem dramatischen Inselberg der das Nyangdong Tal im westlichen Bakossi dominiert. Beide Populationen bestehen aus nicht mehr als 50 Exemplare. Die Zerstörung der Standorte schreitet durch Abholzung und Landwirtschaft voran. In der roten Liste der gefährdeten Arten der IUCN wird sie als „Critically Endangered“ = „vom Aussterben bedroht“ eingestuft. - Phyllanthus nyikae Radcl.-Sm. - Phyllanthus oaxacanus Brandegee - Phyllanthus obdeltophyllus Leandri: Sie kommt in Madagaskar nur in der Provinz Toliara vor. - Phyllanthus obfalcatus Lasser & Maguire - Phyllanthus oblanceolatus J.T.Hunter & J.J.Bruhl - Phyllanthus oblatus (Hook.f.) Chakrab. & N.P.Balakr. - Phyllanthus oblongiglans M.G.Gilbert - Phyllanthus obscurus Roxb. ex Willd. - Phyllanthus obtusatus (Billb.) Müll.Arg. - Phyllanthus occidentalis J.T.Hunter & J.J.Bruhl - Phyllanthus octomerus Müll.Arg. - Phyllanthus odontadenioides Jean F.Brunel - Phyllanthus odontadenius Müll.Arg. - Phyllanthus oligospermus Hayata: Dieser Endemit gedeiht in Berg-Buschwerk auf Taiwan nur in Hualian, Pingdong, und Taoyuan. - Phyllanthus oligotrichus Müll.Arg. - Phyllanthus omahakensis Dinter & Pax - Phyllanthus oppositifolius Baill. ex Müll.Arg. - Phyllanthus orbicularifolius (P.T.Li) Govaerts & Radcl.-Sm. - Phyllanthus orbicularis Kunth - Phyllanthus orbiculatus Rich. - Phyllanthus oreichtitus Leandri: Sie kommt in Madagaskar in den Provinzen Antananarivo, Fianarantsoa und Toamasina vor. - Phyllanthus oreophilus Müll.Arg. - Phyllanthus orientalis (Craib) Airy Shaw - Phyllanthus orinocensis Steyerm. - Phyllanthus ornatus (Kurz ex Teijsm. & Binn.) Müll.Arg. - Phyllanthus orohenensis (J.W.Moore) W.L.Wagner & Lorence - Phyllanthus otobedii W.L.Wagner & Lorence - Phyllanthus ouveanus Däniker - Phyllanthus ovalifolius Forssk. - Phyllanthus ovatifolius J.J.Sm. - Phyllanthus ovatus Poir. - Phyllanthus oxycarpus Müll.Arg. - Phyllanthus oxycoccifolius Hutch. - Phyllanthus oxyphyllus Miq. - Phyllanthus pachyphyllus Müll.Arg.: Sie kommt in Malaysia, Thailand, Vietnam und südlichen Hainan vor. - Phyllanthus pachystylus Urb. - Phyllanthus pacificus Müll.Arg. - Phyllanthus pacoensis Thin - Phyllanthus paezensis Jabl. - Phyllanthus palauensis Hosok. - Phyllanthus × pallidus C.Wright ex Griseb. - Phyllanthus panayensis Merr. - Phyllanthus pancherianus Baill. - Phyllanthus papenooensis (J.Florence) W.L.Wagner & Lorence - Phyllanthus papuanus Gage - Phyllanthus paraguayensis Parodi - Phyllanthus parainduratus M.Schmid - Phyllanthus parangoyensis M.Schmid - Phyllanthus paraqueensis Jabl. - Phyllanthus parvifolius Buch.-Ham. ex D.Don: Sie kommt von der „North-West Frontier Province“ Pakistans ostwärts im Himalaya bis Bhutan und auch in den Khasi-Bergen (Meghalaya) vor. - Phyllanthus parvulus Sond. - Phyllanthus parvus Hutch. - Phyllanthus paucitepalus M.Schmid - Phyllanthus pavonianus Baill. - Phyllanthus paxianus Dinter - Phyllanthus paxii Hutch. - Phyllanthus pectinatus Hook. f. - Phyllanthus peltatus Guillaumin - Phyllanthus pendulus Roxb. - Phyllanthus peninsularis Brandegee - Phyllanthus pentandrus Schumach. & Thonn. - Phyllanthus pentaphyllus C.Wright ex Griseb. - Phyllanthus pergracilis Gillespie - Phyllanthus perpusillus Baill. - Phyllanthus perrieri (Leandri) Petra Hoffm. & McPherson: Sie kommt in Madagaskar nur in der Provinz Antsiranana vor. - Phyllanthus pervilleanus (Baill.) Müll.Arg.: Sie kommt in Madagaskar nur in der Provinz Antsiranana vor. - Phyllanthus petaloideus Paul G.Wilson - Phyllanthus petchikaraensis M.Schmid - Phyllanthus petelotii Croizat - Phyllanthus petenensis Lundell - Phyllanthus petraeus A.Chev. & Beille ex Beille - Phyllanthus philippioides Leandri: Sie kommt in Madagaskar nur in der Provinz Antananarivo vor. - Phyllanthus phillyreifolius Poir. - Phyllanthus phlebocarpus Urb. - Phyllanthus phuquocensis Beille - Phyllanthus physocarpus Müll.Arg. (Syn.: Phyllanthus delpyanus Hutch., Phyllanthus polyanthus Pax) - Phyllanthus pierlotii Jean F.Brunel - Phyllanthus pileostigma Coode - Phyllanthus pilifer M.Schmid - Phyllanthus pilosus (Lour.) Müll.Arg. - Phyllanthus pindaiensis M.Schmid: Es ist ein Endemit nur in dem 0,55 km² großen „Pindai“-Trockenwald in der Nepoui-Region in Neukaledonien. Die Anzahl der Exemplare wird auf einige Hundert geschätzt. In der roten Liste der gefährdeten Arten der IUCN wurde sie 2007 als „Critically Endangered“ = „vom Aussterben bedroht“ eingestuft. - Phyllanthus pinifolius Baill. - Phyllanthus pinjenensis M.Schmid - Phyllanthus pinnatus (Wight) G.L.Webster - Phyllanthus piranii G.L.Webster - Phyllanthus pireyi Beille - Phyllanthus pitcairnensis (F.Br.) W.L.Wagner & Lorence - Phyllanthus platycalyx Müll.Arg. - Phyllanthus podocarpus Müll.Arg. - Phyllanthus poeppigianus (Müll.Arg.) Müll.Arg. - Phyllanthus pohlianus Müll.Arg. - Phyllanthus poilanei Beille - Phyllanthus poliborealis Airy Shaw - Phyllanthus polygonoides Nutt. ex Spreng. - Phyllanthus polygynus M.Schmid - Phyllanthus polyphyllus Willd. - Phyllanthus polyspermus Schumach. - Phyllanthus pomiferus Hook. f. - Phyllanthus ponapensis (Hosok.) W.L.Wagner & Lorence - Phyllanthus popayanensis Pax - Phyllanthus poueboensis M.Schmid - Phyllanthus poumensis Guillaumin - Phyllanthus praelongipes Airy Shaw & G.L.Webster - Phyllanthus praetervisus Müll.Arg. - Phyllanthus prainianus Collett & Hemsl. - Phyllanthus procerus C.Wright - Phyllanthus proctoris G.L.Webster - Phyllanthus profusus N.E.Br.: Sie kommt im tropischen immergrünen Regenwald in Ghana, Guinea und Liberia vor. Dieser Lebensraum geht durch Abholzung und Bergbau verloren. In der roten Liste der gefährdeten Arten der IUCN wurde sie 1998 als „Vulnerable“ = „gefährdet“ eingestuft; es sollten neue Daten erhoben werden. - Phyllanthus prominulatus J.T.Hunter & J.J.Bruhl - Phyllanthus pronyensis Guillaumin - Phyllanthus prostratus Müll.Arg. - Phyllanthus prunifolius Rusby - Phyllanthus pseudocarunculatus Radcl.-Sm. - Phyllanthus pseudocicca Griseb. - Phyllanthus pseudoguyanensis Herter & Mansf. - Phyllanthus pseudoniruri Müll.Arg. - Phyllanthus pseudonobilis Rusby - Phyllanthus pseudoparvifolius R.L.Mitra & Sanjappa - Phyllanthus pseudotrichopodus M.Schmid - Phyllanthus pterocladus S.Moore - Schöne Blattblüte (Phyllanthus pulcher Wall. ex Müll.Arg.): Sie kommt in Indonesien, Indien, Laos, Malaysia, Myanmar, Kambodscha, Vietnam und den chinesischen Provinzen Guangxi sowie Yunnan vor. - Phyllanthus pulcherrimus Herter ex Arechav. - Phyllanthus pulchroides Beille - Phyllanthus pullenii Airy Shaw & G.L.Webster - Phyllanthus pulverulentus Urb. - Phyllanthus pumilus (Blanco) Müll.Arg. - Phyllanthus puncticulatus Jean F.Brunel - Phyllanthus puntii G.L.Webster - Phyllanthus purpureus Müll.Arg. - Phyllanthus purpusii Brandegee - Phyllanthus pycnophyllus Müll.Arg. - Phyllanthus quintuplinervis M.Schmid - Phyllanthus racemigerus Müll.Arg. - Phyllanthus raiateaensis W.L.Wagner & Lorence - Phyllanthus raivavensis (F.Br.) W.L.Wagner & Lorence - Phyllanthus ramillosus Müll.Arg. - Phyllanthus ramosii Quisumb. & Merr. - Phyllanthus ramosus Vell. - Phyllanthus rangachariarii Murugan, Kabeer & G.V.S.Murthy - Phyllanthus rangoloakensis Leandri: Sie kommt in Madagaskar in den Provinzen Antananarivo, Toamasina und Toliara vor. - Phyllanthus rapaensis (J.Florence) W.L.Wagner & Lorence - Phyllanthus raynalii Jean F.Brunel & J.P.Roux - Phyllanthus reinwardtii Müll.Arg. - Phyllanthus reticulatus Poir.: Diese paläotropische Art ist von Asien über Südostasien bis ins nordöstliche Australien, im tropischen und südlichen Afrika weitverbreitet. Er im Okavango Delta sehr häufig. - Phyllanthus retinervis Hutch. - Phyllanthus retroflexus Brade - Phyllanthus revaughanii Coode: Dieser Endemit kommt in Ilot Bernache, Round island, Ile aux Aigrettes auf Mauritius vor. Von dieser seltenen Art gibt es wohl weniger als 30 Exemplare. Im Naturreservat vergrößert man die Anzahl durch aktives Management. In der roten Liste der gefährdeten Arten der IUCN wurde sie 2007 als „Critically Endangered“ = „vom Aussterben bedroht“ eingestuft. - Phyllanthus rhabdocarpus Müll.Arg. - Phyllanthus rheedei Wight - Phyllanthus rheophilus Airy Shaw - Phyllanthus rheophyticus M.G.Gilbert & P.T.Li: Sie gedeiht zwischen Felsen im Flussbett, offenen Wäldern, Gebüschen an feuchten Hängen in Höhenlagen zwischen 300 und 600 Metern in den chinesischen Provinzen Guangdong und Hainan. - Phyllanthus rhizomatosus Radcl.-Sm. - Phyllanthus rhodocladus S.Moore - Phyllanthus ridleyanus Airy Shaw - Phyllanthus riedelianus Müll.Arg. - Phyllanthus rivae Pax - Phyllanthus robinsonii Merr. - Phyllanthus robustus Mart. ex Colla - Phyllanthus roseus (Craib & Hutch.) Beille - Phyllanthus rosmarinifolius Müll.Arg. - Phyllanthus rosselensis Airy Shaw & G.L.Webster - Phyllanthus rotundifolius Klein ex Willd.: Sie kommt von Afrika, über die Arabische Halbinsel und Socotra bis Sri Lanka, Pakistan und Indien vor. - Phyllanthus rouxii JeanF.Brunel - Phyllanthus rozennae M.Schmid - Phyllanthus ruber (Lour.) Spreng. (Syn.: Phyllanthus tsiangii P.T.Li). Sie kommt in Vietnam und südlichen Hainan vor. - Phyllanthus rubescens Beille - Phyllanthus rubicundus Beille - Phyllanthus rubriflorus J.J.Sm. - Phyllanthus rubristipulus Govaerts & Radcl.-Sm. - Phyllanthus rufoglaucus Müll.Arg. - Phyllanthus rupestris Kunth - Phyllanthus rupicola Elmer - Phyllanthus rupiinsularis Hosok. - Phyllanthus ruscifolius Müll.Arg. - Phyllanthus saffordii Merr. - Phyllanthus salesiae M.J.Silva - Phyllanthus salicifolius Baill. - Phyllanthus salomonis Airy Shaw - Phyllanthus salviifolius Kunth - Phyllanthus samarensis Müll.Arg. - Phyllanthus sambiranensis Leandri: Sie kommt in Madagaskar nur in der Provinz Antsiranana vor. - Phyllanthus samoanus (Müll.Arg.) W.L.Wagner & Lorence - Phyllanthus sanjappae Chakrab. & M.Gangop. - Phyllanthus sarasinii Guillaumin - Phyllanthus sarothamnoides Govaerts & Radcl.-Sm. - Phyllanthus sauropodoides Airy Shaw - Phyllanthus savannicola Domin - Phyllanthus saxosus F.Muell. - Phyllanthus scaber Klotzsch - Phyllanthus scabrifolius Hook. f. - Phyllanthus schaulsii Jean F.Brunel - Phyllanthus schliebenii Mansf. ex Radcl.-Sm. - Phyllanthus scopulorum (Britton) Urb. - Phyllanthus securinegoides Merr. - Phyllanthus seemannii (Müll.Arg.) Müll.Arg. - Phyllanthus selbyi Britton & P.Wilson - Phyllanthus sellowianus (Klotzsch) Müll.Arg. - Phyllanthus semicordatus Müll.Arg. - Phyllanthus senyavinianus (Glassman) W.L.Wagner & Lorence - Phyllanthus sepialis Müll.Arg. - Phyllanthus serandii Jean F.Brunel - Phyllanthus sericeus (Blume) Müll.Arg. - Phyllanthus serpentinicola Radcl.-Sm. - Phyllanthus serpentinus S.Moore - Phyllanthus sessilis Warb. - Phyllanthus seyrigii Leandri - Phyllanthus shabaensis Jean F.Brunel - Phyllanthus sibuyanensis Elmer - Phyllanthus sikkimensis Müll.Arg. - Phyllanthus similis Müll.Arg. - Phyllanthus simplicicaulis Müll.Arg. - Phyllanthus sincorensis G.L.Webster - Phyllanthus singalensis (Miq.) Müll.Arg. - Phyllanthus singampattianus (Sebast. & A.N.Henry) Kumari & Chandrab. - Phyllanthus skutchii Standl. - Phyllanthus smithianus G.L.Webster - Phyllanthus societatis Müll.Arg. - Phyllanthus somalensis Hutch. - Phyllanthus songboiensis Thin - Phyllanthus sootepensis Craib: Sie kommt in Thailand und südlichen Yunnan vor. - Phyllanthus spartioides Pax & K.Hoffm. - Phyllanthus sphaerogynus Müll.Arg. (Syn.: Glochidion sphaerogynum (Müll.Arg.) Kurz, Diasperus sphaerogynus (Müll.Arg.) Kuntze): Sie ist vom östlichen Himalaya: Indien, Bhutan, Myanmar, nördlichen Thailand und Vietnam bis zu den südlichen chinesischen Provinzen Guangdong, Guangxi, Hainan sowie Yunnan verbreitet. - Phyllanthus spinosus Chiov. - Phyllanthus spirei Beille - Phyllanthus sponiifolius Müll.Arg.: Sie gedeiht in Ecuador in Nebelwäldern in den nördlichen Anden in Höhenlagen zwischen 1000 und 2000 Meter. In der roten Liste der gefährdeten Arten der IUCN wurde sie 2004 als „Endangered“ = „stark gefährdet“ eingestuft. - Phyllanthus spruceanus Müll.Arg. - Phyllanthus squamifolius (Lour.) Stokes - Phyllanthus st-johnii W.L.Wagner & Lorence - Phyllanthus standleyi McVaugh - Phyllanthus stellatus Retz. - Phyllanthus stenophyllus Guillaumin - Phyllanthus stipitatus M.Schmid - Phyllanthus stipularis Merr. - Phyllanthus stipulatus (Raf.) G.L.Webster - Phyllanthus striaticaulis J.T.Hunter & J.J.Bruhl - Phyllanthus strobilaceus Jabl. - Phyllanthus stultitiae Airy Shaw - Phyllanthus stylosus Griff. (Syn.:Phyllanthus griffithii Müll.Arg.) - Phyllanthus subapicalis Jabl. - Phyllanthus subcarnosus C.Wright ex Griseb. - Phyllanthus subcrenulatus F.Muell. - Phyllanthus subcuneatus Greenm. - Phyllanthus subemarginatus Müll.Arg. - Phyllanthus sublanatus Schumach. & Thonn. - Phyllanthus submarginalis Airy Shaw - Phyllanthus submollis K.Schum. & Lauterb. - Phyllanthus subobscurus Müll.Arg. - Phyllanthus subsessilis (N.P.Balakr. & Chakr.) Chakrab. & N.P.Balakr. - Phyllanthus suffrutescens Pax - Phyllanthus sulcatus J.T.Hunter & J.J.Bruhl - Phyllanthus superbus (Baill. ex Müll.Arg.) Müll.Arg. - Phyllanthus sylvincola S.Moore - Phyllanthus symphoricarpoides Kunth - Phyllanthus tabularis Airy Shaw - Phyllanthus tagulae Airy Shaw & G.L.Webster - Phyllanthus taitensis (Baill. ex Müll.Arg.) Müll.Arg. - Phyllanthus talbotii Sedgw. - Phyllanthus tanaensis Jean F.Brunel - Phyllanthus tangoensis M.Schmid - Phyllanthus tanzanianus JeanF.Brunel - Phyllanthus tanzaniensis JeanF.Brunel - Phyllanthus taxodiifolius Beille: Sie kommt in Kambodscha, Thailand, Vietnam und südwestlichen Guangxi sowie südlichen Yunnan vor. - Phyllanthus taylorianus JeanF.Brunel - Phyllanthus tenellus Roxb.: Sie ist weit verbreitet in Afrika, Madagaskar den Komoren und Asien. - Phyllanthus tener Radcl.-Sm. - Phyllanthus tenuicaulis Müll.Arg. - Phyllanthus tenuipedicellatus M.Schmid - Phyllanthus tenuipes C.B.Rob. - Phyllanthus tenuirhachis J.J.Sm. - Phyllanthus tenuis Radcl.-Sm. - Phyllanthus tepuicola Steyerm. - Phyllanthus tequilensis B.L.Rob. & Greenm. - Phyllanthus tessmannii Hutch. - Phyllanthus tetrandrus Roxb. - Phyllanthus thaii Thin - Phyllanthus thomsonii Müll.Arg. - Phyllanthus thulinii Radcl.-Sm. - Phyllanthus tiebaghiensis M.Schmid - Phyllanthus tireliae M.Schmid - Phyllanthus tixieri M.Schmid - Phyllanthus torrentium Müll.Arg. - Phyllanthus touranensis Beille - Phyllanthus triandrus (Blanco) Müll.Arg. - Phyllanthus trichogynus (Müll.Arg.) Müll.Arg. - Phyllanthus trichopodus Guillaumin: Sie kommt in Australasien, Pazifik sowie in Madagaskar in den Provinzen Antsiranana, Mahajanga und Toliara vor. - Phyllanthus trichosporus Adelb. - Phyllanthus trichotepalus Brenan - Phyllanthus triphlebius C.B.Rob. - Phyllanthus tritepalus M.Schmid - Phyllanthus trungii Thin - Phyllanthus tsarongensis W.W.Sm.: Sie gedeiht in offenen Bergwäldern oder Gebüschen in Höhenlagen zwischen 1500 und 4000 Metern in den chinesischen Provinzen Sichuan, Yunnan und in Tibet. - Phyllanthus tsetserrae Jean F.Brunel - . - Phyllanthus tuamotuensis (J.Florence) W.L.Wagner & Lorence - Phyllanthus tuerckheimii G.L.Webster - Phyllanthus tukuyuanus JeanF.Brunel - Phyllanthus tulearicus Leandri - Phyllanthus udoricola Radcl.-Sm. - Phyllanthus ukagurensis Radcl.-Sm. - Phyllanthus umbratus Müll.Arg. - Phyllanthus umbricola Guillaumin - Phyllanthus unifoliatus M.Schmid: Sie kommt in Trockenwäldern an drei Standorten in Neukaledonien vor. In der roten Liste der gefährdeten Arten der IUCN wurde sie 2007 als „Endangered“ = „stark gefährdet“ eingestuft. - Phyllanthus unioensis M.Schmid - Phyllanthus upembaensis Jean F.Brunel - Phyllanthus urbanianus Mansf. - Phyllanthus urceolatus Baill. - Phyllanthus urinaria L.: Sie ist weit verbreitet in Asien und Südamerika. - Phyllanthus ussuriensis Rupr. & Maxim.: Sie kommt in der Mongolei, China, Korea, südöstlichen Russland und Japan vor. - Phyllanthus utricularis Airy Shaw & G.L.Webster - Phyllanthus vacciniifolius (Müll.Arg.) Müll.Arg. - Phyllanthus vakinankaratrae Leandri: Sie kommt in Madagaskar in den Provinzen Antananarivo und Fianarantsoa vor. - Phyllanthus valerioi Standl. - Phyllanthus valleanus Croizat - Phyllanthus vanderystii Hutch. & De Wild. - Phyllanthus varians (Miq.) Müll.Arg. - Phyllanthus vatovaviensis Leandri - Phyllanthus veillonii M.Schmid - Phyllanthus velutinus (Wight) Müll.Arg. - Phyllanthus ventricosus G.L.Webster - Phyllanthus ventuarii Jabl. - Phyllanthus venustulus Leandri: Sie kommt in Madagaskar nur in der Provinz Antananarivo vor. - Phyllanthus vergens Baill. Sie kommt in Madagaskar nur in der Provinz Antsiranana vor. - Phyllanthus verrucicaulis Airy Shaw - Phyllanthus vespertilio Baill. - Phyllanthus vichadensis Croizat - Phyllanthus villosus Poir. - Phyllanthus vincentae J.F.Macbr. - Phyllanthus virgatus G.Forst.: Sie ist weit verbreitet von Asien über Südostasien bis Polynesien. - Phyllanthus virgulatus Müll.Arg. - Phyllanthus virgultiramus Däniker - Phyllanthus viridis M.E.Jones - Phyllanthus vitiensis Müll.Arg. - Phyllanthus vitilevuensis W.L.Wagner & Lorence - Phyllanthus volkensii Engl. - Phyllanthus vulcani Guillaumin - Phyllanthus wallichianus (Müll.Arg.) Müll.Arg. - Phyllanthus warburgii K.Schum. - Phyllanthus warnockii G.L.Webster - Phyllanthus watsonii Airy Shaw: Diese gefährdete Art kommt auf der Malaysischen Halbinsel nur an den Ufern des Endau im nördlichen Johore sowie südlichen Pahang vor. Die Bestände liegen in Schutzgebieten. Sie ist in der roten Liste der gefährdeten Arten der IUCN enthalten, aber die Daten von 1998 lassen keine aktuellen Einschätzung zum Gefährdungsgrad zu. - Phyllanthus websteri (Fosberg) W.L.Wagner & Lorence - Phyllanthus websterianus Steyerm. - Phyllanthus welwitschianus Müll.Arg. - Phyllanthus wheeleri G.L.Webster - Phyllanthus wightianus Müll.Arg. - Phyllanthus wilderi (J.Florence) W.L.Wagner & Lorence - Phyllanthus wilkesianus Müll.Arg. - Phyllanthus williamioides Griseb. - Phyllanthus wingfieldii Radcl.-Sm. - Phyllanthus wittei Robyns & Lawalrée - Phyllanthus womersleyi Airy Shaw & G.L.Webster - Phyllanthus wrightii (Benth.) Müll.Arg. - Phyllanthus xerocarpus O.Schwarz - Phyllanthus xiphophorus Jean F.Brunel - Phyllanthus xylorrhizus Thulin - Phyllanthus yangambiensis Jean F.Brunel - Phyllanthus yaouhensis Schltr. - Phyllanthus youngii JeanF.Brunel - Phyllanthus yunnanensis (Croizat) Govaerts & Radcl.-Sm. - Phyllanthus yvettae M.Schmid - Phyllanthus zambicus Radcl.-Sm. - Phyllanthus zanthoxyloides Steyerm. - Phyllanthus zippelianus Müll.Arg. - Phyllanthus zornioides Radcl.-Sm.: Sie kommt in Malawi, Simbabwe und Sambia vor. |

## Nutzung
Vom Amlabaum (Phyllanthus emblica) werden die reifen, sehr sauren Früchte roh oder haltbar gemacht gegessen; sie enthalten 1 % bis 1,8 % Vitamin C. Ihre Samen, Wurzeln und Blätter werden medizinisch genutzt. Die getrockneten Blätter von Phyllanthus emblica werden manchmal zum Füllen von Kissen verwendet.
Phyllanthus fluitans Benth. ex Müll.Arg., entsprechend der alten Nomenklatur mit dem Trivialnamen Schwimmende Wolfsmilch genannt, ist eine frei flutende Schwimmpflanze, die gelegentlich als Aquarienpflanze kultiviert wird.
Die Grosella genannten Früchte des Stachelbeerbaumes (Phyllanthus acidus) werden gegessen.
Die Wurzeln und die Blätter von Phyllanthus bodinieri werden (in China) bei traumatischen Verletzung eingesetzt. Die Wurzeln von Phyllanthus glaucus werden bei Unterernährung von Kindern verursacht durch Parasiten im Darmtrakt eingesetzt. Phyllanthus myrtifolius wird in der chinesischen Medizin verwendet. Pflanzenteile von Phyllanthus tsarongensis werden bei Harnsteinerkrankungen eingesetzt. Alle Pflanzenteile von Phyllanthus ussuriensis werden medizinisch als Adstringens oder Durchfallmittel genutzt. Alle Pflanzenteile von Phyllanthus virgatus werden bei Unterernährung von Kindern verursacht durch Parasiten im Darmtrakt eingesetzt.